# Путь оружия
Путь оружия (англ. The Way of the Gun) — криминальная драма режиссёра Кристофера Маккуорри с Бенисио дель Торо и Райаном Филлиппом в главных ролях.

## Сюжет
Паркер и Лонгбо - мелкие преступники, надеющиеся на пресловутый «большой куш». В клинике по донорству спермы они подслушивают телефонный разговор, в котором говорится о выплате 1 миллиона долларов суррогатной матери. Они похищают беременную суррогатную мать Робин, что приводит к перестрелке с ее телохранителями Джефферсом и Обекксом, которых арестовывают. Лонгбо вызывает гинеколога Робин, доктора Аллена Пэинтера, на стоянку для грузовиков. Доктор осматривает её и объясняет, что она носит ребенка для отмывателя денег Хейла Чиддака и его жены Франчески.
Джефферса и Обекса выручает правая рука Чиддака, Джо Сарно, а Пэинтер, как выясняется, является сыном Чиддака. Похитители звонят из мотеля к югу от мексиканской границы, требуя, чтобы Чиддак прислал доктора, чтобы тот доставил выкуп в размере 15 миллионов долларов и вызвал роды. У Франчески роман с Джефферсом, и она подслушивает их с Обекксом план вернуть ребенка, но убить похитителей, Робин и Пэинтера, а деньги оставить себе.
Сарно обращается к Лонгбо как «разносчик» Чиддака, и Лонгбо отказывается от 1 миллиона долларов, чтобы просто уйти, но присоединяется к нему за чашечкой кофе. Они выражают сожаление по поводу состояния их преступных профессий, наполненных персонажами, которые «хотят быть преступниками больше, чем совершать преступления», и осторожно расходятся в разные стороны, но Сарно оставляет своего помощника Эбнера следить за похитителями. Робин рассказывает Паркеру и Лонгбо, что эмбрион Франчески не прижился, ребенок на самом деле ее, а его отец - Пэинтер. Приступая к осуществлению плана выкупа, Джефферс и Обеккс понимают, что Робин - дочь Сарно.
В мотеле Паркер передумывает, но Робин хватает дробовик и звонит в полицию, заставляя Паркера и Лонгбо бежать. Мексиканская полиция прибывает, когда Робин сталкивается с Джефферсом, Обекксом, Пэинтером и Эбнером. Пока офицеры держат всех под прицелом, Паркер и Лонгбо открывают огонь с ближайшей вершины холма, убивая офицеров и раня Обеккса, а Джефферс уезжает вместе с Пэинтером и Робин. Паркер и Лонгбо пытают Обеккса, чтобы узнать, что Джефферс везет Робин в мексиканский бордель, а смертельно раненный Эбнер сообщает Сарно.
Джефферс заставляет Пэинтера сделать кесарево сечение, чтобы забрать ребенка, несмотря на признание Робин, что ребенок не от Чиддаков. Паркер и Лонгбо, вооруженные до зубов, штурмуют бордель, в то время как Сарно прибывает со своими людьми и складывает деньги для выкупа во дворе снаружи. Пэинтер стреляет в Джефферса, и Лонгбо, увидев состояние Робин, меняет свое мнение, убеждая Паркера, что «с нее хватит». Понимая, что деньги - это приманка, Паркер и Лонгбо очертя голову бросаются в засаду.
Люди Сарно погибают в завязавшейся перестрелке, но сам Сарно стреляет и ранит Паркера и Лонгбо. В тот момент, когда Пэинтер выходит с Робин и ребенком, прибывает скорая помощь, и тяжело раненные Паркер и Лонгбо сообщают Сарно, что ребенок - его внук. Машина скорой помощи увозит Робин, Пэинтера, их ребёнка, Сарно и деньги, оставляя Паркера и Лонгбо умирать. Несколько дней спустя Франческа сообщает своему мужу, что беременна (возможно, из-за ее романа с Джефферсом).

## Актёры
- Бенисио дель Торо — мистер Лонгбо
- Райан Филлипп — мистер Паркер
- Джульетт Льюис — Робин
- Джеймс Каан — Джо Сарно
- Дилан Кассман — доктор Аллен Пэинтер
- Тэй Диггз — Джефферс
- Никки Кэтт — Обеккс
- Скотт Уилсон — Хейл Чиддак
- Кристин Леман — Франческа Чиддак
- Джеффри Льюис — Эбнер Мерсер

## Создание
Получив премию «Оскар» за сценарий к фильму «Подозрительные лица», Кристофер Маккуорри предполагал, что у него не возникнет проблем в создании собственного фильма. Однако, по его собственным словам, «вскоре ты начинаешь понимать, что никто в Голливуде не заинтересован в создании твоего фильма, все заинтересованы в создании своих фильмов». Сценарист предложил сделать фильм для 20th Century Fox за любой бюджет, какой студия сможет ему предоставить, но предложение не встретило положительного ответа.
Однажды за чашкой кофе Бенисио дель Торо предложил МакКуорри написать сценарий о преступлении и снять фильм на независимой студии Artisan Entertainment. Первоначальный вариант сценария был похож на работы Гая Ричи, но с ужасными актами насилия. На стадии подготовки к съёмкам МакКуорри всё же решил смягчить свой сценарий. Главных героев он назвал мистер Паркер и мистер Лонгбо (настоящие имена Буча Кэссэди и Сандэнса Кида). Сценарий также был полон диалогов, но дель Торо предложил сократить их число, потому что по его мнению «меньше — значит больше». Актёр также лично принял участие в разработке реплик своего персонажа Лонгбо. Сцены перестрелок на протяжении всего фильма снимались под надзором брата МакКуорри, бывшего оперативника подразделения SEAL. Картина снималась в Солт-Лейк-Сити.

## Критические оценки
Элвис Митчелл из The New York Times написал о фильме: «Это песня, которую вы слышали раньше, но каждый её аккорд ударяет с необычайной концентрацией».
Кинокритик Роджер Эберт оценил картину на 2,5 звезды из 4 возможных.
Энди Сейлер из USA Today в своём обзоре оценил игру Джемса Каана, а Джим Хоберман из The Village Voice отметил Бенисио дель Торо и Райана Филлиппа.
Скотт Тобиас в обзоре, опубликованном в A.V. Club, отмечает, что картина выделяется из массы фильмов подобного жанра благодаря диалогам главных персонажей, в которых Маккуорри непрестанно возвращается к философским размышлениям, исследуя умы тех, кто решил встать на порочный путь.